# Вище комерційне училище Київського національного торговельно-економічного університету
Ви́ще комерці́йне учи́лище Ки́ївського націона́льного торгове́льно-економі́чного університе́ту (ВКУ КНТЕУ) — державний навчальний заклад І рівня акредитації у Києві. Спеціалізується на підготовці кваліфікованих кадрів галузі торгівлі,
ресторанного господарства і харчування. Створене у 2004 році шляхом злиття Першого та Другого вищих професійних училищ КНТЕУ. Припинило діяльність у вересні 2017 року.[джерело?]
Вище комерційне училище КНТЕУ готувало[джерело?] фахівців на базі випускників 11 класів із спеціальностей: товарознавство та комерційна діяльність, комерційна діяльність (комерсант реклами), твиробництво харчової продуккції, ресторанне обслуговування та з професій на базі випускників 9 та 11 класів: продавець продовольчих, непродовольчих товарів; продавець непродовольчих товарів, декоратор вітрин; кухар; кондитер; бармен-офіціант.

## Історія
10 січня 1899 року створено Друге вище професійне училище як жіноча торговельна школа рішенням Суспільства по розповсюдженню комерційної освіти у Києві на пожертвування мецената Миколи Терещенка та знаходилась на Подолі. Перше вище професійне училище розпочало свою діяльність як ФЗУ Громадського харчування у Києві в кінці листопада на початку грудня 1929 року. 1937 року воно змінило назву на «Школу торгового учнівства». У 1964 році школа реорганізувалась в «Технікум радянської торгівлі» і переїхала на вулицю Львівську, у 1966 році в «Професійно-торгове училище» і переїхало на вулиці Кіото.
З 1930-х років торговельна школа і кулінарна школа увійшли до складу технікуму Радянської торгівлі, як відокремлені підрозділи. З 1966 року обидва підрозділи були вилучені із складу технікуму як торговельне і кулінарне училища і були підпорядковані Головному управлінню торгівлі і громадського харчування Київміськвиконкому. З 1986 року отримали назви СПТУ № 45 та СПТУ № 3. У 1990 році та 1992 році першими в Україні стали вищими професійними училищами і як експеримент
розпочали ступеневу підготовку кадрів. У серпні 1997 року обидва училища передані у підпорядкування Київського державного торговельно-економічного університету з метою відпрацювання наскрізних освітньо-професійних програм підготовки фахівців і перейменовані у Перше та Друге Вище професійне училище (ВПУ № 1, ВПУ № 2 КДТЕУ).
Вище комерційне училище Київського національного торговельно-економічного університету фінансується з Державного бюджету, має самостійний баланс і печатку, зареєстроване як відокремлений підрозділ у складі університету із збереженням окремих прав юридичної особи. В січні 2016 року припинилось фінансування закладу, що викликало за собою погрозу закриття училища. На стан 2017 року срок навчання не перевищував 1,5 років. З 2018 року заклад припинив своє існування, ставши корпусом ВНЗ КНТЕУ.

## Матеріально-технічна база
Училище має оновлену навчально-матеріальну базу, створені сучасні навчальні кабінети, 4 лабораторії, 2 навчальні бари, бібліотека площею 196 м², інтернет-зала (30 м²), яка працює при бібліотеці, 3 комп'ютерні класи, актова, спортивна зала з європейським покриттям підлоги площею 280 м², тренажерна зала, музей партизанської слави та історії училища. Також працюють методична, психологічна та медична служби.

## Музей
«Музей партизанської слави» заснований та зареєстрований у 2001 році. Має такі розділи
експозиції: «Партизанські рейди», «Партизанські з'єднання Ковпака», «З'єднання Мельникова», «Партизанські документи», «Київський партизанський поет Г.Карлін». В музеї зберігається 318 експонатів, експозиційна кімната займає 60 м², виставковий зал — 33 м². Рідкісні експонати музею (копії документів, вирізки з фронтових газет, особисті речі, зразки партизанської зброї) розповідають про боротьбу народних месників проти фашистських загарбників на Київщині в період окупації 1941—1943 років.